# Дас, Анисе
 Анисе Аша Фарзана Дас  (нидерл. Anice Asha Farzana Das; род. 31 декабря 1985, Бомбей) — нидерландская конькобежка индийского происхождения; участница зимних Олимпийских игр 2018 года.

## Биография
Анисе Дас родилась вместе с сестрой-близняшкой в трущобах индийского города Мумбаи, а в возрасте 8-ми месяцев их усыновила голландская пара и перевезла в Нидерланды 24 августа 1986 года в город Амерсфорт. Позже переехали в Ассен. Она вместе с сестрой Савидой начали кататься на коньках в 8-летнем возрасте, когда учились в начальной школе в Ассене, много лет спустя вступила в клуб конькобежцев и возрасте 14 лет выступала на первых своих соревнованиях.
Анисе Дас участвовала на национальном чемпионате среди юниоров с 2001 года. В возрасте 18 лет Дас с семьёй переехала в Херенвен, где Анис продолжила кататься на коньках в Гевест-Фрислан,  а в 2006 году выступала уже на взрослом чемпионате Нидерландов. В 2009 году она участвовала на зимней Универсиаде в Харбине, где её лучшим место стало 6-е на дистанции 1000 м. В сезоне 2010/11 дебютировала на Кубке мира в новой команде "Лига", затем год тренировалась в команде Анкера.
В 2013 году тренировалась под руководством австралийского тренера Десли Хилла. Анисе выступала за команду "Afterpay" с 2014 по 2018 год, пока команда не развалилась. С 2014 по 2016 года у неё были проблемы со здоровьем щитовидной железы и тяжелой травмы колена. В 2016 году на чемпионате Нидерландов заняла 4-е место в многоборье, а в декабре 2016 года на чемпионате Нидерландов впервые выиграла бронзовую медаль на дистанции 500 м. В начале 2017 года заняла 2-е место на национальном чемпионате в спринте.
Следом на чемпионате мира на отдельных дистанциях в Канныне в забеге на 500 м заняла 22-е место и на чемпионате мира в спринтерском многоборье в Калгари поднялась на 18-е место. В октябре Дас заняла только 10-е место на дистанции 500 м на Национальном чемпионате Нидерландов, а позже заняла 1-е место в беге на 500 м на олимпийском отборе и квалифицировалась на олимпиаду 2018 года.
В начале 2018 года она заняла 2-е место на чемпионате Нидерландов в спринтерском многоборье, а в феврале на зимних Олимпийских играх в Пхёнчхане на дистанции 500 м заняла 19-е место. В июне она объявила, что в ближайшие месяцы может присоединиться к норвежской спринтерской команде, которую тренирует Джереми Уотерспун. Следующие два сезона Дас тренировалась вне сборной и участвовала только в чемпионате Нидерландов, но призовых мест не занимала. Она завершила карьеру конькобежца в марте 2020 года.

## Личная жизнь
Анисе Дас изучала педагогику в Северном университете прикладных наук Леувардена с 2004 по 2010 года. В 2018 году она и её сестра Савида, которая в браке и имеет уже двоих детей, поехали в Индию на поиск своих биологических родителей Анисе работала в клинике ТБС, а в 2021 году забеременела. Она любит играть в карточные игры, смотреть фильмы, лежа на диване с одеялом и чайником чая. Ей нравятся "женские комедии", а также любит читать.